# CAESAR (космічний апарат)
CAESAR — проєкт космічної місії НАСА з повернення зразків з комети Чурюмова — Герасименко. Місія була запропонована у 2017 році за програмою «New Frontiers» як місія № 4 і 20 грудня 2017 року стала півфіналістом, вона отримала кошти для подальшої розробки.
Якщо місія буде обрана у липні 2019 року, вона може бути запущена між 2024 і 2025 роками, з прибуттям капсули зі зразками на Землю 2038 року. Головний керівник місії Стів Сквайрес з Корнелльського університету, Нью-Йорк. Керування і підтримка місії здійснюватиметься центром космічних польотів імені Ґоддарда у Гринбелті, Меріленд, а побудований Orbital ATK, Вірджинія.
Команда концепту місії CAESAR обрала комету Чурюмова — Герасименко через те, що дані, отримані під час місії «Розетта», яка досліджувала вищезгадану комету з 2014 до 2016, дозволяє сконструювати космічний апарат згідно з умовами, які існують на кометі, що підвищує шанси на успіх місії. Попередня місія також забезпечила науковців важливими даними для здійснення місії з повернення зразків.